# FFH-Gebiet Dünen- und Heidelandschaften Nord- und Mittel-Sylt
Das FFH-Gebiet Dünen- und Heidelandschaften Nord- und Mittel-Sylt ist ein NATURA 2000-Schutzgebiet in Schleswig-Holstein im Kreis Nordfriesland in den drei Gemeinden Kampen (Sylt), Wenningstedt-Braderup (Sylt) und Sylt, alle auf der Nordseeinsel Sylt gelegen. Das FFH-Gebiet Dünen- und Heidelandschaften Nord- und Mittel-Sylt besteht aus vier Teilgebieten:
1. FFH-Teilgebiet Brarderuper Heide[2]
2. FFH-Teilgebiet Flughafen Sylt und angrenzende Flächen[3]
3. FFH-Teilgebiet Jückermarsch[4]
4. FFH-Teilgebiet Dünenlandschaft auf dem Roten Kliff[5]

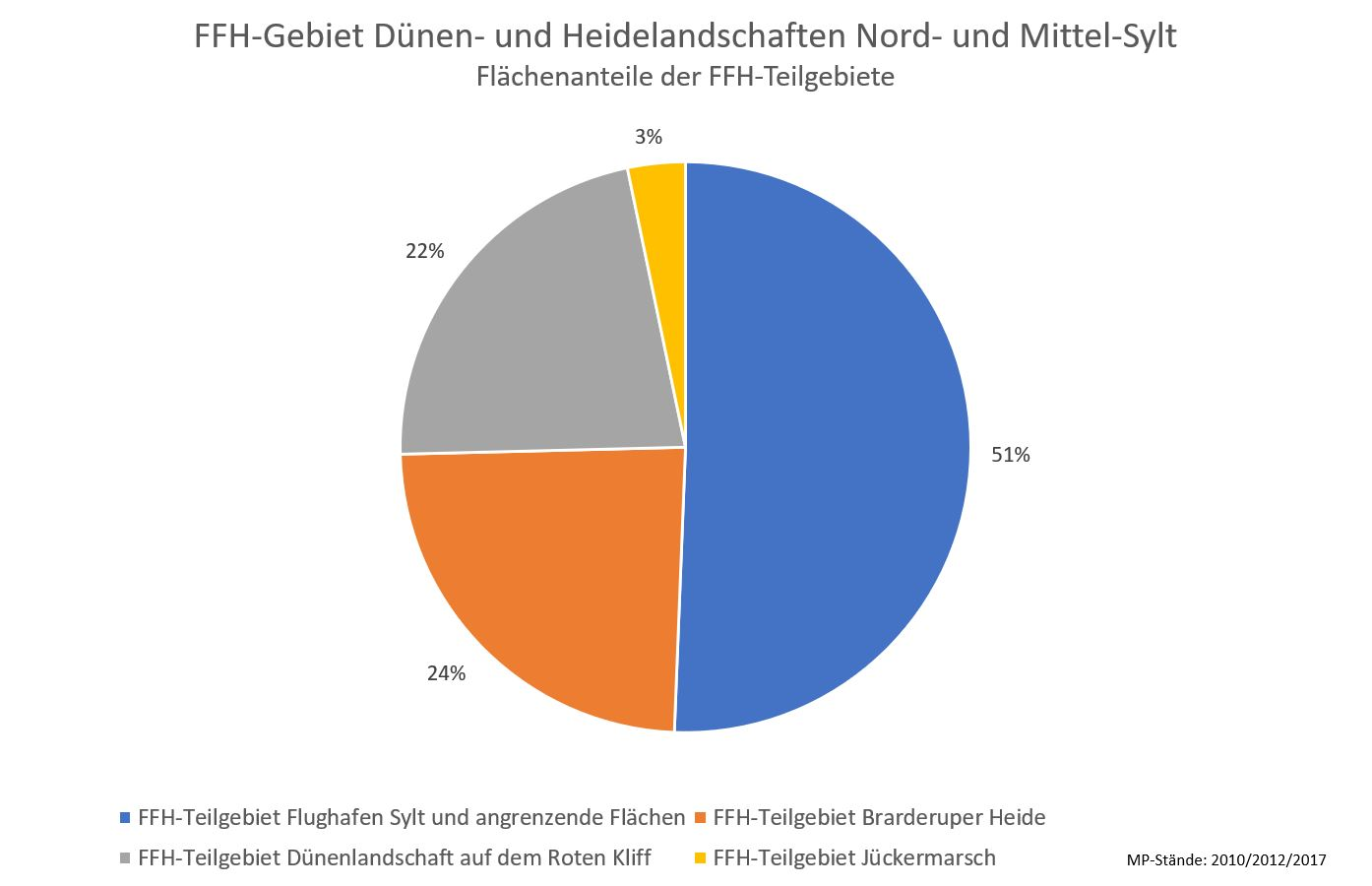
Diagramm 1: Flächenanteile der FFH-Teilgebiete

Das FFH-Gebiet hat eine Fläche von 642 ha. Die größte Ausdehnung von 7,64 km liegt in Nordsüdrichtung, die höchste Erhebung mit 50,1 m über NN ist die Uwe-Düne im FFH-Teilgebiet NSG Dünenlandschaft auf dem Roten Kliff. Im FFH-Gebiet befinden sich eine ganze Reihe von gesetzlich geschützten archäologischen Bodendenkmälern.
Tabelle 1: Archäologische Bodendenkmäler im FFH-Gebiet Dünen- und Heidelandschaften Nord- und Mittel-Sylt
| Objektbezeichnung              | Objektnummer    | Fundort                   |
| ------------------------------ | --------------- | ------------------------- |
| Grabhügel „Boikenhoog“         | aKD-ALSH-001621 | Teilgebiet Flughafen Sylt |
| Grabhügel „Thinghoog“          | aKD-ALSH-001698 | Teilgebiet Flughafen Sylt |
| Grabhügel „Thinghoog“          | aKD-ALSH-001699 | Teilgebiet Flughafen Sylt |
| Grabhügel „Munkhoog“           | aKD-ALSH-001619 | Keitumer Heide            |
| Grabhügel                      | aKD-ALSH-001242 | Braderuper Heide          |
| Grabhügel „Nuuderst Brödihoog“ | aKD-ALSH-001773 | Braderuper Heide          |
| Großsteingrab (Langbett)       | aKD-ALSH-001239 | Braderuper Heide          |
| Grabhügel                      | aKD-ALSH-001237 | Braderuper Heide          |
| Grabhügel                      | aKD-ALSH-001238 | Braderuper Heide          |
| Großsteingrab (Langbett)       | aKD-ALSH-001229 | Teilgebiet Rotes Kliff    |
| Grabhügel                      | aKD-ALSH-001223 | Teilgebiet Rotes Kliff    |
| Grabhügel                      | aKD-ALSH-001224 | Teilgebiet Rotes Kliff    |
| Grabhügel                      | aKD-ALSH-001225 | Teilgebiet Rotes Kliff    |
| Grabhügel                      | aKD-ALSH-001226 | Teilgebiet Rotes Kliff    |
| Grabhügel                      | aKD-ALSH-001227 | Teilgebiet Rotes Kliff    |
| Grabhügel                      | aKD-ALSH-001228 | Teilgebiet Rotes Kliff    |
| Grabhügel                      | aKD-ALSH-001230 | Teilgebiet Rotes Kliff    |
| Großsteingrab (Rundhügel)      | aKD-ALSH-001220 | Teilgebiet Rotes Kliff    |
| Grabhügel                      | aKD-ALSH-001221 | Teilgebiet Rotes Kliff    |
| Grabhügel                      | aKD-ALSH-001222 | Teilgebiet Rotes Kliff    |
| Grabhügel                      | aKD-ALSH-001257 | Teilgebiet Rotes Kliff    |

## FFH-Gebietsgeschichte und Naturschutzumgebung

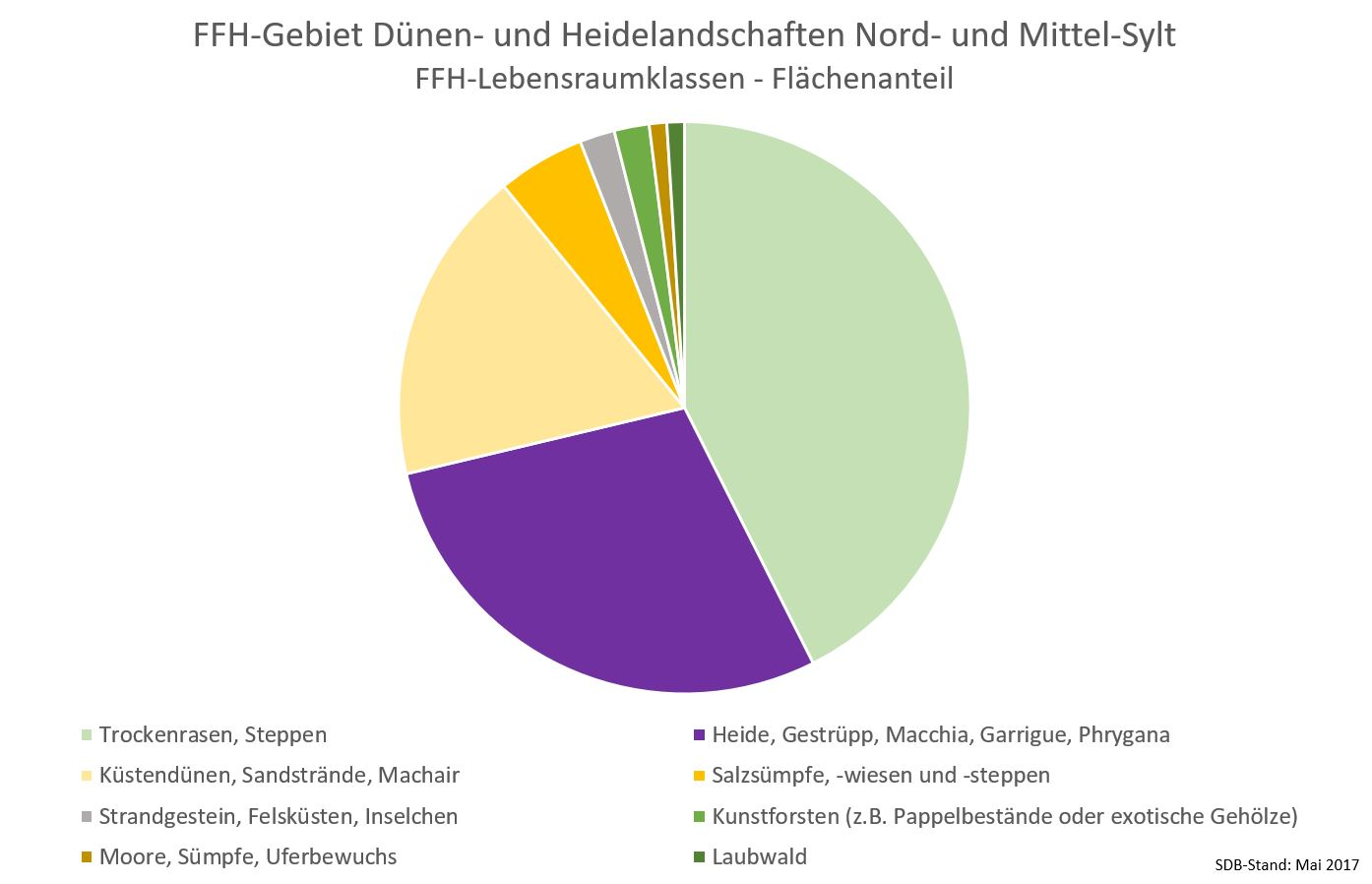
Diagramm 2: FFH-Lebensraumklassen im Gesamtgebiet

Der NATURA 2000-Standard-Datenbogen (SDB) für dieses FFH-Gebiet wurde im Februar 2006 vom Landesamt für Landwirtschaft, Umwelt und ländliche Räume (LLUR) des Landes Schleswig-Holstein erstellt, im September 2004 als Gebiet von gemeinschaftlicher Bedeutung (GGB) vorgeschlagen, im August 2007 von der EU als GGB bestätigt und im Januar 2010 national nach § 32 Absatz 2 bis 4 BNatSchG in Verbindung mit § 23 LNatSchG als besonderes Erhaltungsgebiet (BEG) bestätigt. Im Mai 2017 wurde der SDB letztmals aktualisiert. Für das FFH-Gebiet wurde kein nationaler Managementplan erstellt. Er wird durch den transnationalen Wattenmeerplan 2010 ersetzt. Für das FFH-Teilgebiet „Braderuper Heide“ wurde der Managementplan im August 2012 veröffentlicht. Der Managementplan für das Teilgebiet „Flughafen Sylt und angrenzende Flächen“ wurde am 14. September 2010 veröffentlicht. Für das FFH-Teilgebiet „Jückermarsch“ wurde der Managementplan am 1. September 2017 veröffentlicht. Für das FFH-Teilgebiet „NSG Dünenlandschaft auf dem Roten Kliff“ wurde kein Managementplan veröffentlicht. Dieses Naturschutzgebiet wurde am 5. März 1979 ins Leben gerufen. Mit der Betreuung des NSG gem. § 20 LNatSchG von Schleswig-Holstein wurde der Verein Söl’ring Foriining-Sylter Verein e.V. vom LLUR betraut. Das FFH-Teilgebiet „Jückermarsch“ wird ebenfalls vom Verein Söl’ring Foriining-Sylter Verein e.V. betreut. Das FFH-Teilgebiet „Braderuper Heide“ und das nicht ganz deckungsgleiche NSG „Braderuper Heide“ wird von der Naturschutzgemeinschaft Sylt e.V. betreut. Teile des am 10. Januar 1957 eingerichteten Landschaftsschutzgebietes Süd-Ost-Heide Kampen liegen im FFH-Teilgebiet „Braderuper Heide“.
Das FFH-Gebiet grenzt unmittelbar an weitere Schutzgebiete. Im Norden ist es das FFH-Gebiet „Dünen- und Heidelandschaften Nord-Sylt“, das am 23. Mai 1980 eingerichtet wurde, sowie das am 8. Juli 1957 gegründete Landschaftsschutzgebiet Nord-Ost-Heide Kampen. Im Osten und Westen der seit dem 1. Oktober 1985 bestehende Nationalpark Schleswig-Holsteinisches Wattenmeer und angrenzende Küstengebiete, im Osten das am 1. August 1980 errichtete NSG „Wattenmeer nördlich des Hindenburgdammes“, sowie im Westen das seit 1990 bestehende Biosphärenreservat Schleswig-Holsteinisches Wattenmeer und Halligen.

## FFH-Erhaltungsgegenstand

### FFH-Gesamtgebiet

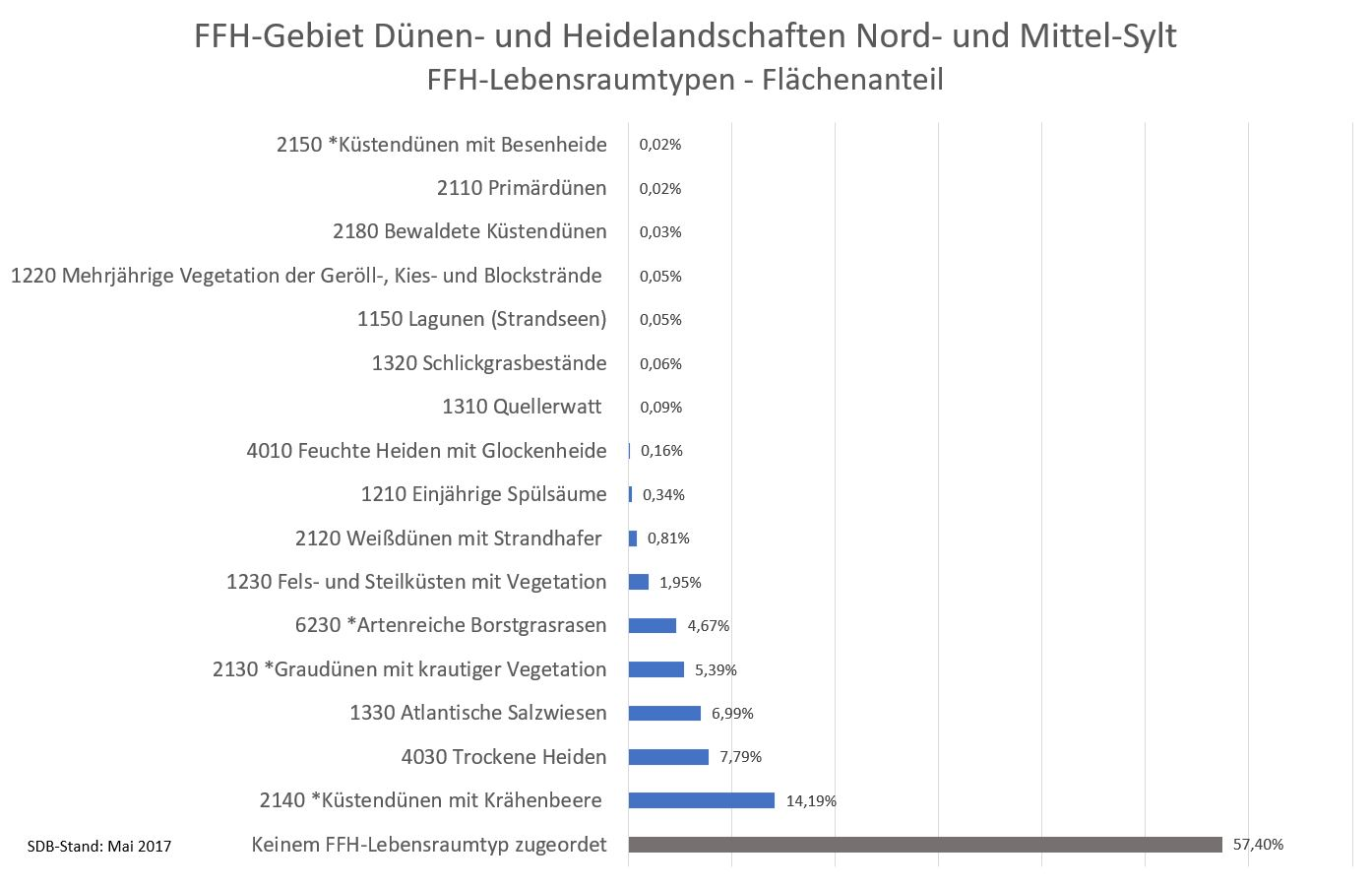
Diagramm 3: FFH-Lebensraumtypen im Gesamtgebiet

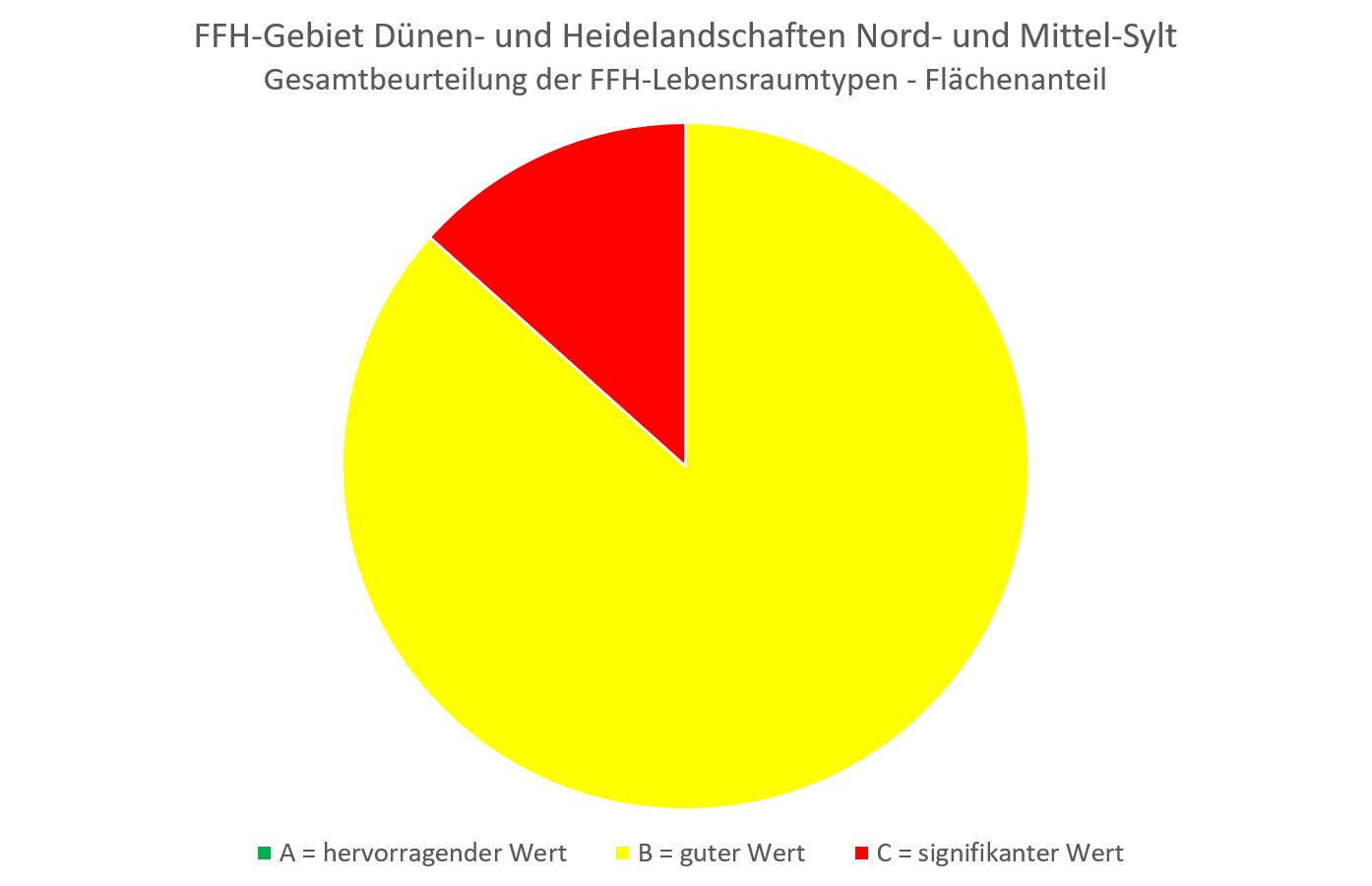
Diagramm 4: Gesamtbeurteilung der FFH-Lebensraumtypen im FFH-Gesamtgebiet

Laut Standard-Datenbogen vom März 2012 sind folgende FFH-Lebensraumtypen und Arten für das Gesamtgebiet als FFH-Erhaltungsgegenstände mit den entsprechenden Beurteilungen zum Gesamtzustand der Umweltbehörde der Europäischen Union gemeldet worden (Gebräuchliche Kurzbezeichnung (BfN)):
FFH-Lebensraumtypen nach Anhang I der EU-Richtlinie:
- 1150* Lagunen (Strandseen) (Gesamtbeurteilung B)[48]
- 1210 Einjährige Spülsäume (Gesamtbeurteilung B)[49]
- 1220 Mehrjährige Vegetation der Geröll-, Kies- und Blockstrände (Gesamtbeurteilung B)[50]
- 1230 Fels- und Steilküsten mit Vegetation (Gesamtbeurteilung B)[51]
- 1310 Quellerwatt (Gesamtbeurteilung C)[52]
- 1320 Schlickgrasbestände (Gesamtbeurteilung C)[53]
- 1330 Atlantische Salzwiesen (Gesamtbeurteilung B)[54]
- 2110 Primärdünen (Gesamtbeurteilung C)[55]
- 2120 Weißdünen mit Strandhafer (Gesamtbeurteilung C)[56]
- 2130* Graudünen mit krautiger Vegetation (Gesamtbeurteilung B)[57]
- 2140* Küstendünen mit Krähenbeere (Gesamtbeurteilung B)[58]
- 2150* Küstendünen mit Besenheide (Gesamtbeurteilung C)[59]
- 2180 Bewaldete Küstendünen (Gesamtbeurteilung C)[60]
- 4010 Feuchte Heiden mit Glockenheide (Gesamtbeurteilung B)[61]
- 4030 Trockene Heiden (Gesamtbeurteilung B)[62]
- 6230* Artenreiche Borstgrasrasen (Gesamtbeurteilung B)[63]

### FFH-Teilgebiet Brarderuper Heide

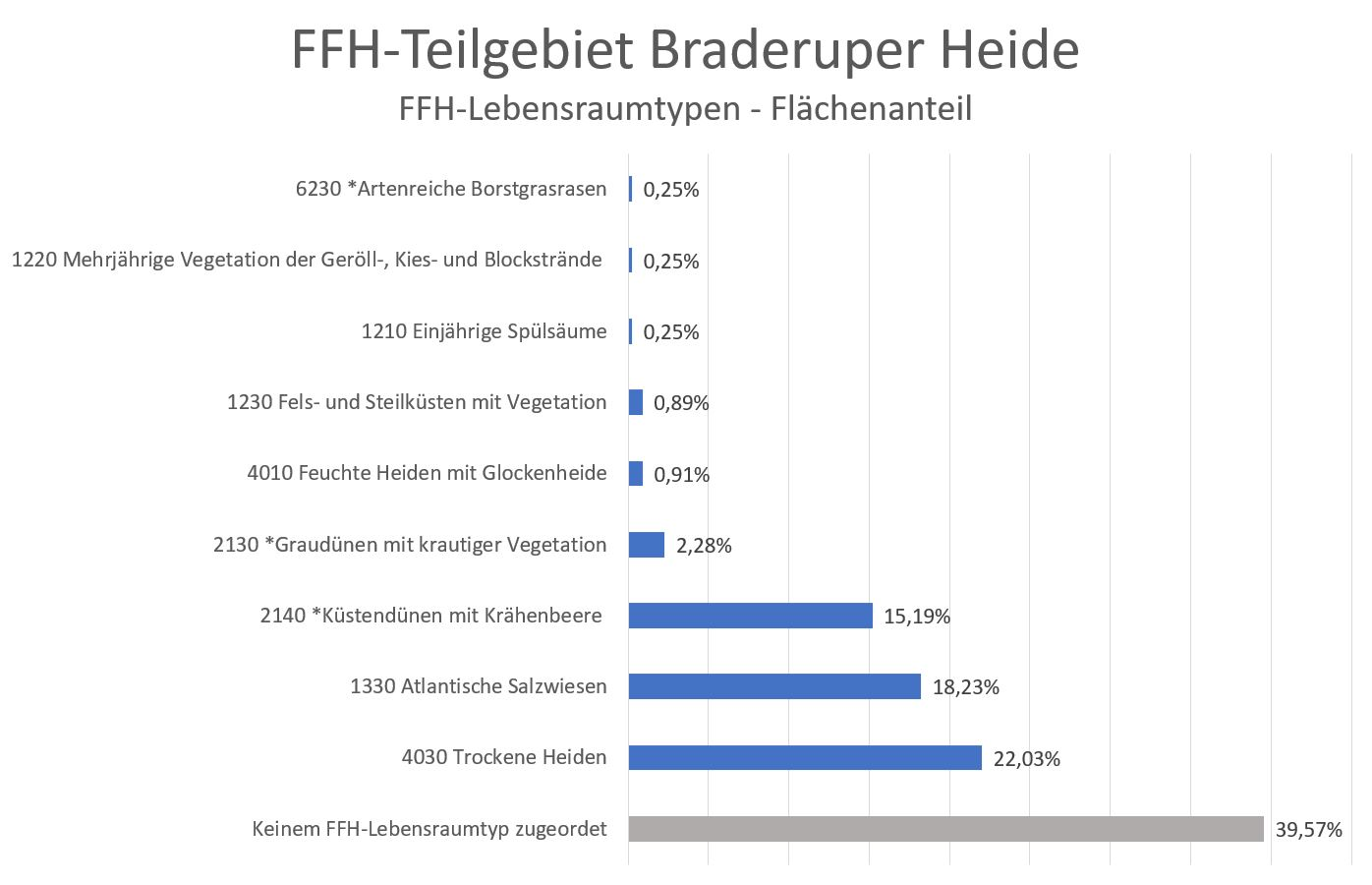
Diagramm 5: FFH-Lebensraumtypen im FFH-Teilgebiet Brarderuper Heide

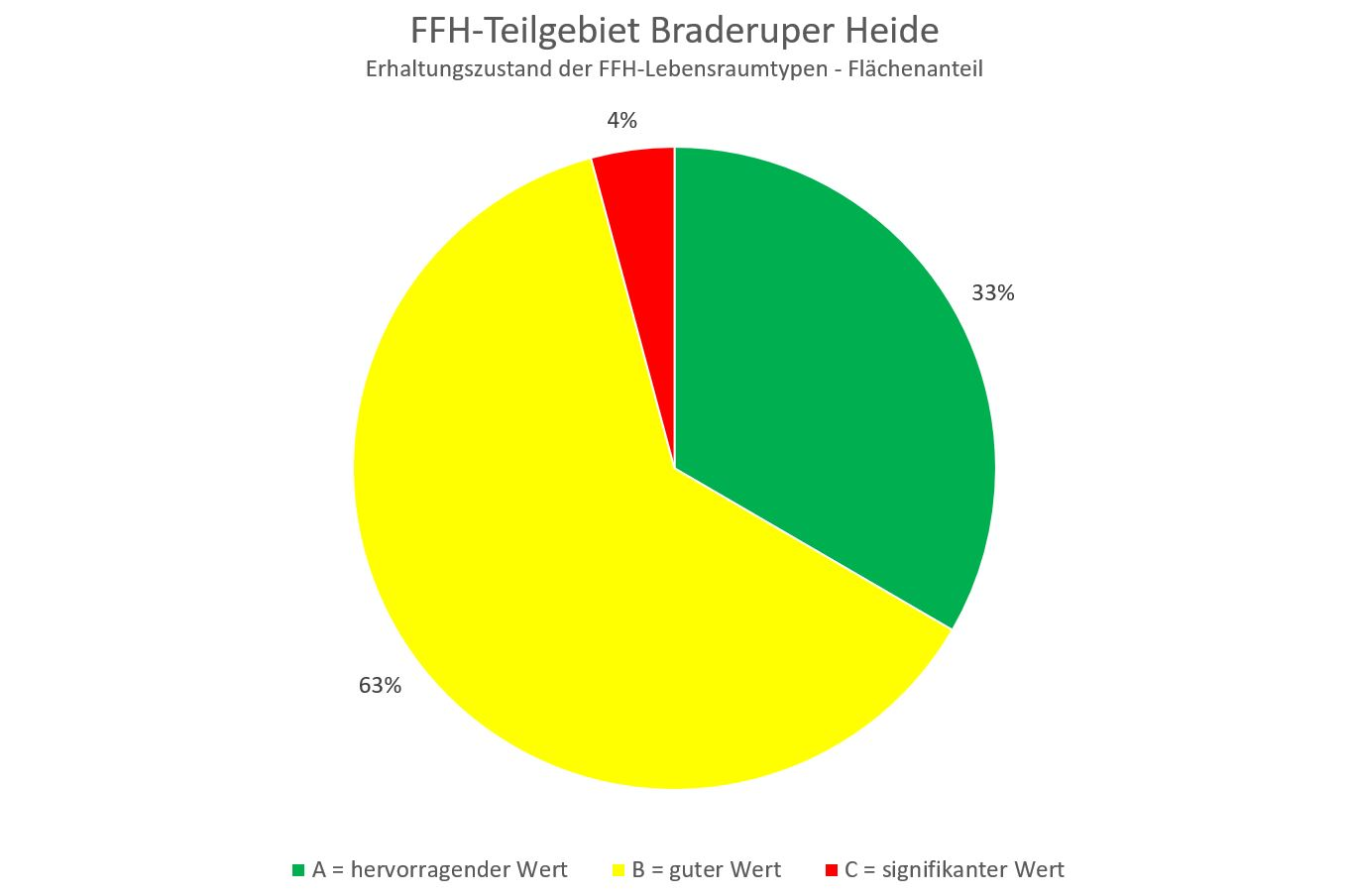
Diagramm 6: Erhaltungszustand der FFH-Lebensraumtypen im FFH-Teilgebiet Brarderuper Heide

Das Teilgebiet ist ein schmaler langgezogener 3,3 km langer Streifen an der Ostküste zwischen Kampen im Norden und der Kläranlage am Weißen Kliff im Süden. Es ist in Längsrichtung geteilt in einen westlichen höher gelegenen Teil aus mosaikartigen Wechsel von Heide und Dünen und einen steil abfallenden östlichen Teil, der in Salzwiesen übergeht, die ans Wattenmeer grenzen.
Im Managementplan sind folgende FFH-Lebensraumtypen für das FFH-Teilgebiet aufgeführt (Gebräuchliche Kurzbezeichnung (BfN)):
- 1150 Lagunen (Strandseen)
- 1210 Einjährige Spülsäume
- 1220 Mehrjährige Vegetation der Geröll-, Kies- und Blockstrände
- 1230 Fels- und Steilküsten mit Vegetation
- 1330 Atlantische Salzwiesen
- 2130 *Graudünen mit krautiger Vegetation
- 2140 *Küstendünen mit Krähenbeere4010 Feuchte Heiden mit Glockenheide
- 4010 Feuchte Heiden mit Glockenheide
- 4030 Trockene Heiden
- 6230 *Artenreiche Borstgrasrasen

Die Flächenanteile der jeweilige FFH-Lebensraumtypen sind im Diagramm 5 dargestellt, Stand August 2012. Danach sind 40 % der Fläche noch keinem FFH-Lebensraumtyp zugeordnet. Die Beurteilung des Erhaltungszustandes der FFH-Lebensraumtypen nach Flächenanteilen im FFH-Teilgebiet sind im Diagramm 6 zu sehen.

### FFH-Teilgebiet Flughafen Sylt und angrenzende Flächen

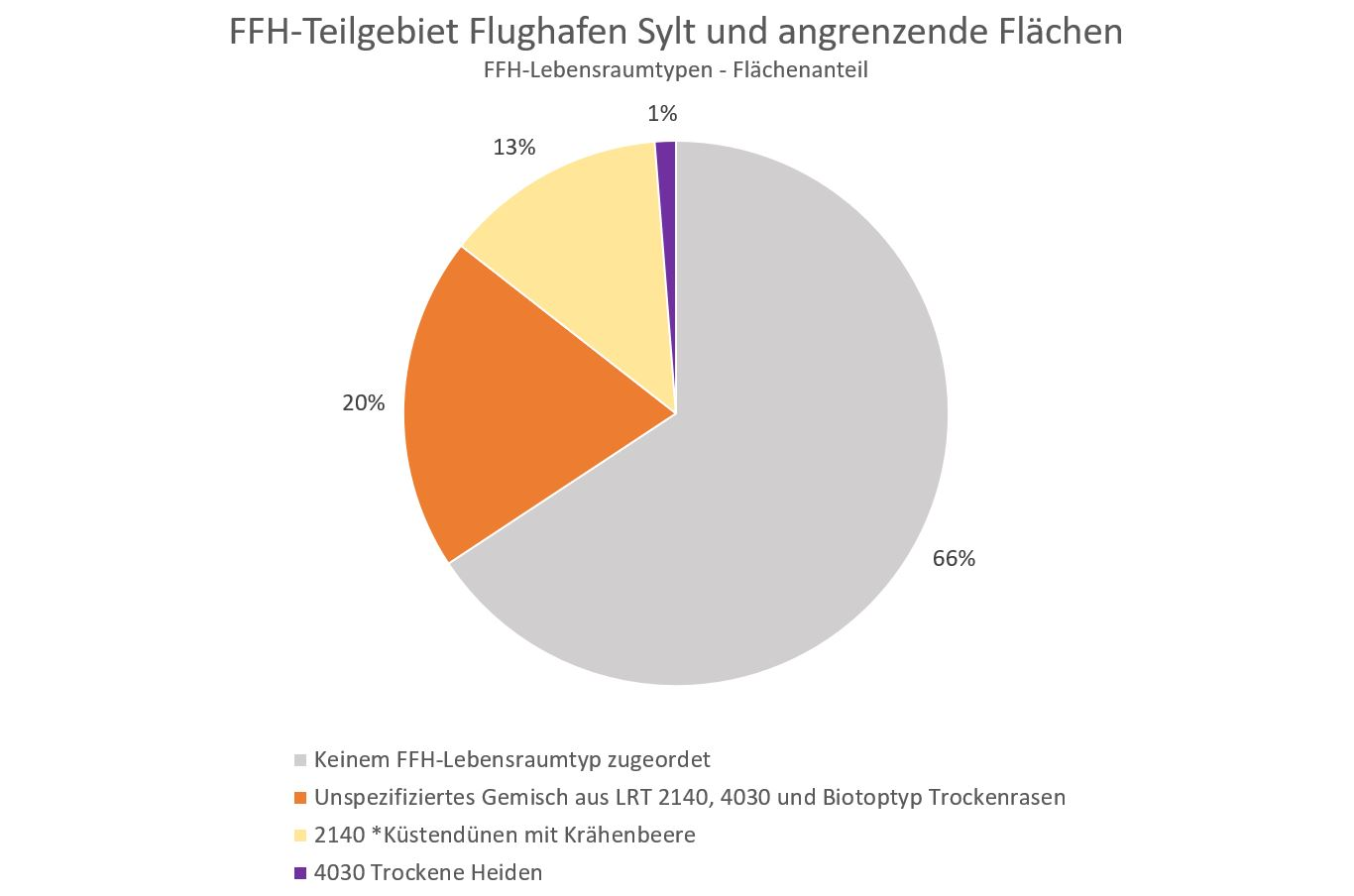
Diagramm 7: FFH-Lebensraumtypen im FFH-Teilgebiet Flughafen Sylt und angrenzende Flächen

Der Managementplan enthält keine vollständigen Angaben zur Flächengröße der vorkommenden FFH-Lebensraumtypen. Im Managementplan sind folgende FFH-Lebensraumtypen für das FFH-Teilgebiet aufgeführt (Gebräuchliche Kurzbezeichnung (BfN)):
- 2140 *Küstendünen mit Krähenbeere
- 4030 Trockene Heiden
- 6230 *Artenreiche Borstgrasrasen

64,45 ha sind als ein Gemisch aus den drei oben angeführten FFH-Lebensraumtypen und dem Biotoptyp Trockenrasen aufgeführt. Die Flächenanteile der jeweiligen FFH-Lebensraumtypen sind im Diagramm 7 dargestellt, Stand August 2009.

### FFH-Teilgebiet Jückermarsch

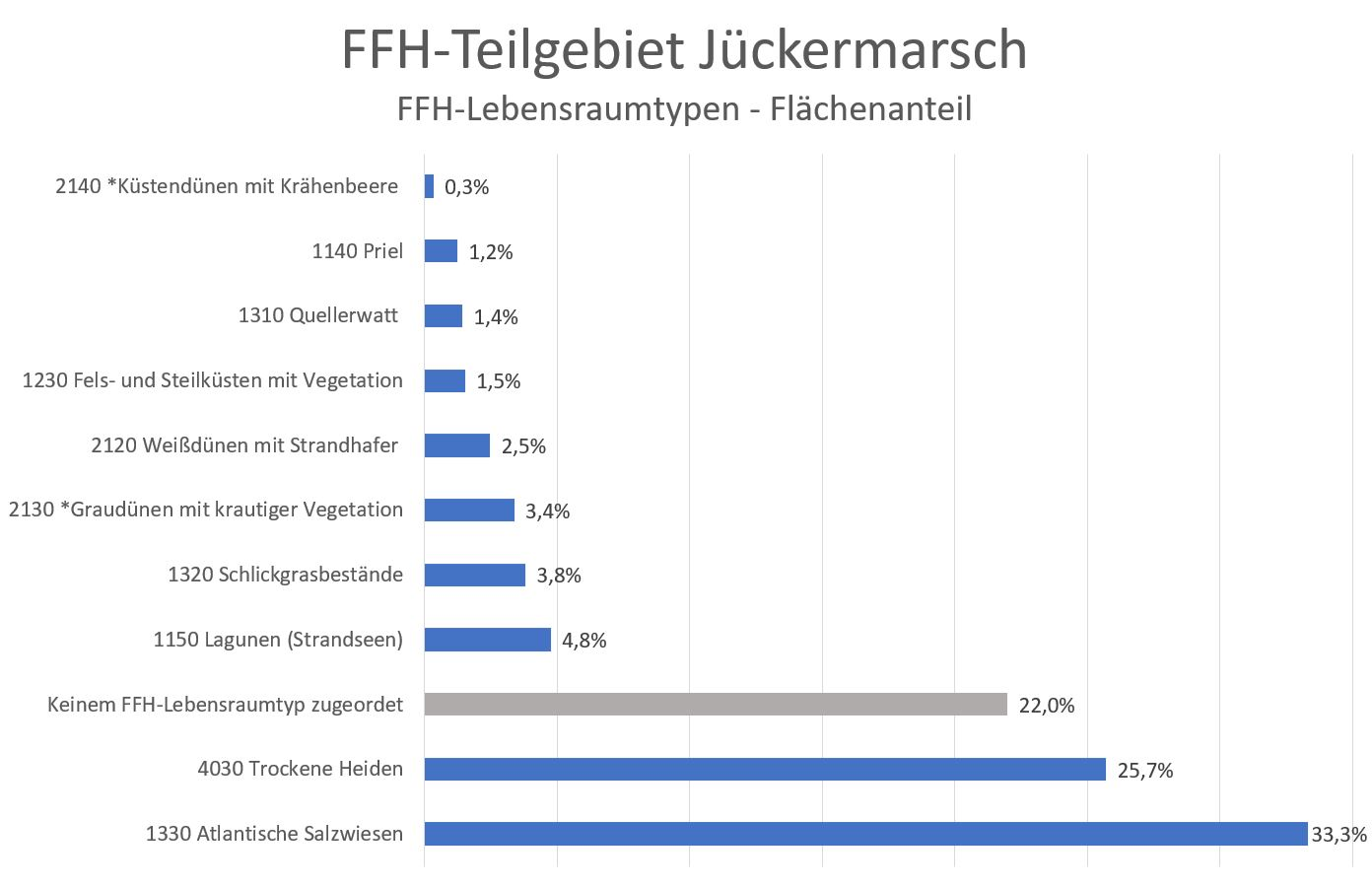
Diagramm 8: FFH-Lebensraumtypen im FFH-Teilgebiet Jückermarsch

Im Managementplan sind folgende FFH-Lebensraumtypen für das FFH-Teilgebiet aufgeführt (Gebräuchliche Kurzbezeichnung (BfN)):
- 1140 Vegetationsfreies Schlick-, Sand- und Mischwatt (Erhaltungszustand B, im aktuellen SDB nicht aufgeführt)[65]

- 1150 Lagunen (Strandseen)
- 1210 Einjährige Spülsäume
- 1230 Fels- und Steilküsten mit Vegetation
- 1310 Quellerwatt
- 1320 Schlickgrasbestände
- 1330 Atlantische Salzwiesen
- 2120 Weißdünen mit Strandhafer
- 2130 *Graudünen mit krautiger Vegetation
- 2140 *Küstendünen mit Krähenbeere
- 4030 Trockene Heiden

Die Flächenanteile der jeweilige FFH-Lebensraumtypen sind im Diagramm 8 dargestellt, Stand 2015.

### FFH-Teilgebiet Dünenlandschaft auf dem Roten Kliff

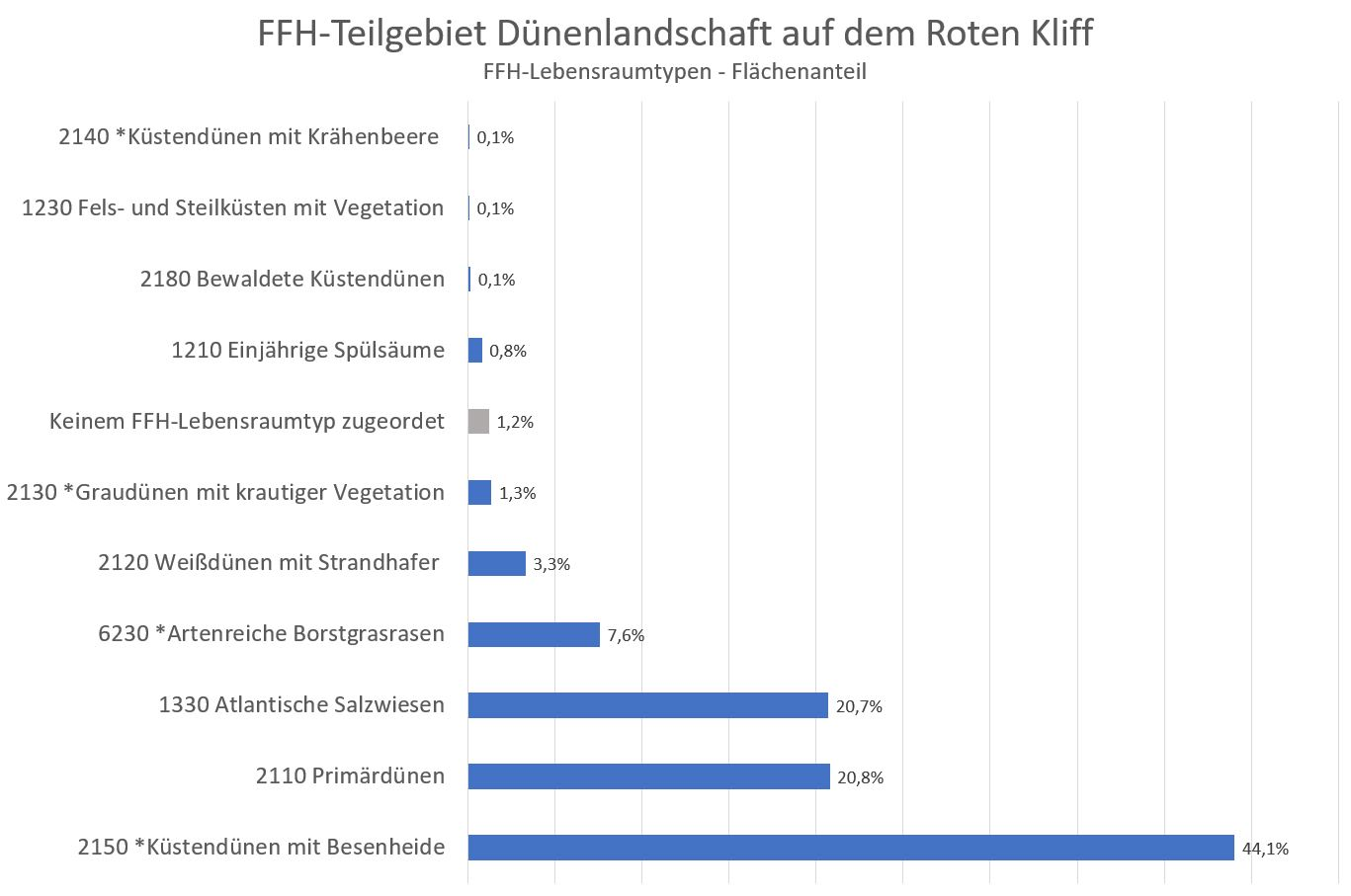
Diagramm 9: FFH-Lebensraumtypen im FFH-Teilgebiet Dünenlandschaften auf dem Roten Kliff

Für dieses Teilgebiet wurde bisher kein Managementplan veröffentlicht (Stand: Januar 2021). Dennoch kann aus den vorhandenen Daten des EU-Standarddatenbogens und den Daten der Managementpläne der anderen drei Teilgebiete näherungsweise eine Übersicht der FFH-Lebensraumtypen im FFH-Teilgebiet Dünenlandschaft auf dem Roten Kliff erstellt werden:
- 1210 Einjährige Spülsäume
- 1230 Fels- und Steilküsten mit Vegetation
- 1330 Atlantische Salzwiesen
- 1210 Einjährige Spülsäume
- 1220 Mehrjährige Vegetation der Geröll-, Kies- und Blockstrände
- 1230 Fels- und Steilküsten mit Vegetation
- 2140 *Küstendünen mit Krähenbeere
- 2150 *Küstendünen mit Besenheide
- 2180 Bewaldete Küstendünen
- 6230 *Artenreiche Borstgrasrasen

Danach ist die Teilgebietsfläche zu über 99 % einem FFH-Lebensraumtyp zugeordnet, siehe Diagramm 9. Die Daten sind jedoch mit Vorsicht zu betrachten, da sich die Interpretation, die Kriterien und damit die Zuordnung der Lebensraumtypen in den letzten 10 bis 20 Jahren stetig geändert haben. Dies gilt auch für die Vergabe der Beurteilungskriterien.

## FFH-Erhaltungsziele

### FFH-Gesamtgebiet
Aus den oben aufgeführten FFH-Erhaltungsgegenständen werden als FFH-Erhaltungsziele von besonderer Bedeutung die Erhaltung folgender Lebensraumtypen und Arten im FFH-Gebiet vom Ministerium für Energiewende, Landwirtschaft, Umwelt und ländliche Räume des Landes Schleswig-Holstein erklärt:
- 1150 Lagunen (Strandseen)
- 1210 Einjährige Spülsäume
- 1220 Mehrjährige Vegetation der Geröll-, Kies- und Blockstrände
- 1230 Fels- und Steilküsten mit Vegetation
- 1330 Atlantische Salzwiesen
- 2120 Weißdünen mit Strandhafer
- 2130 *Graudünen mit krautiger Vegetation
- 2140 *Küstendünen mit Krähenbeere
- 2150 *Küstendünen mit Besenheide
- 2180 Bewaldete Küstendünen
- 4010 Feuchte Heiden mit Glockenheide
- 4030 Trockene Heiden
- 6230 *Artenreiche Borstgrasrasen

Aus den oben aufgeführten FFH-Erhaltungsgegenständen werden als FFH-Erhaltungsziele von Bedeutung die Erhaltung folgender Lebensraumtypen und Arten im FFH-Gebiet vom Ministerium für Energiewende, Landwirtschaft, Umwelt und ländliche Räume des Landes Schleswig-Holstein erklärt:
- 1310 Quellerwatt
- 1320 Schlickgrasbestände
- 2110 Primärdünen

### FFH-Teilgebiet Brarderuper Heide

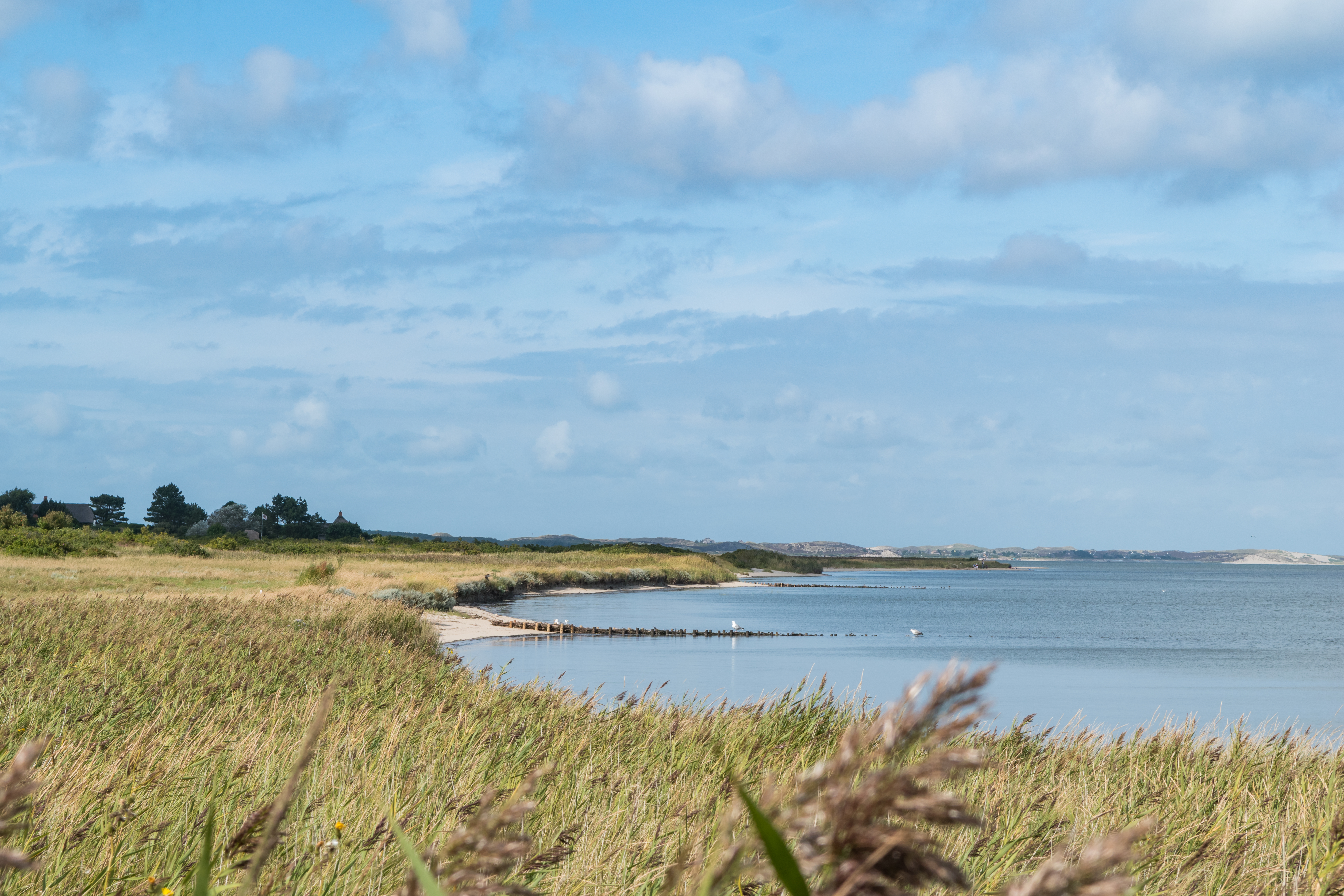
Salzwiesen der Brarderuper Heide

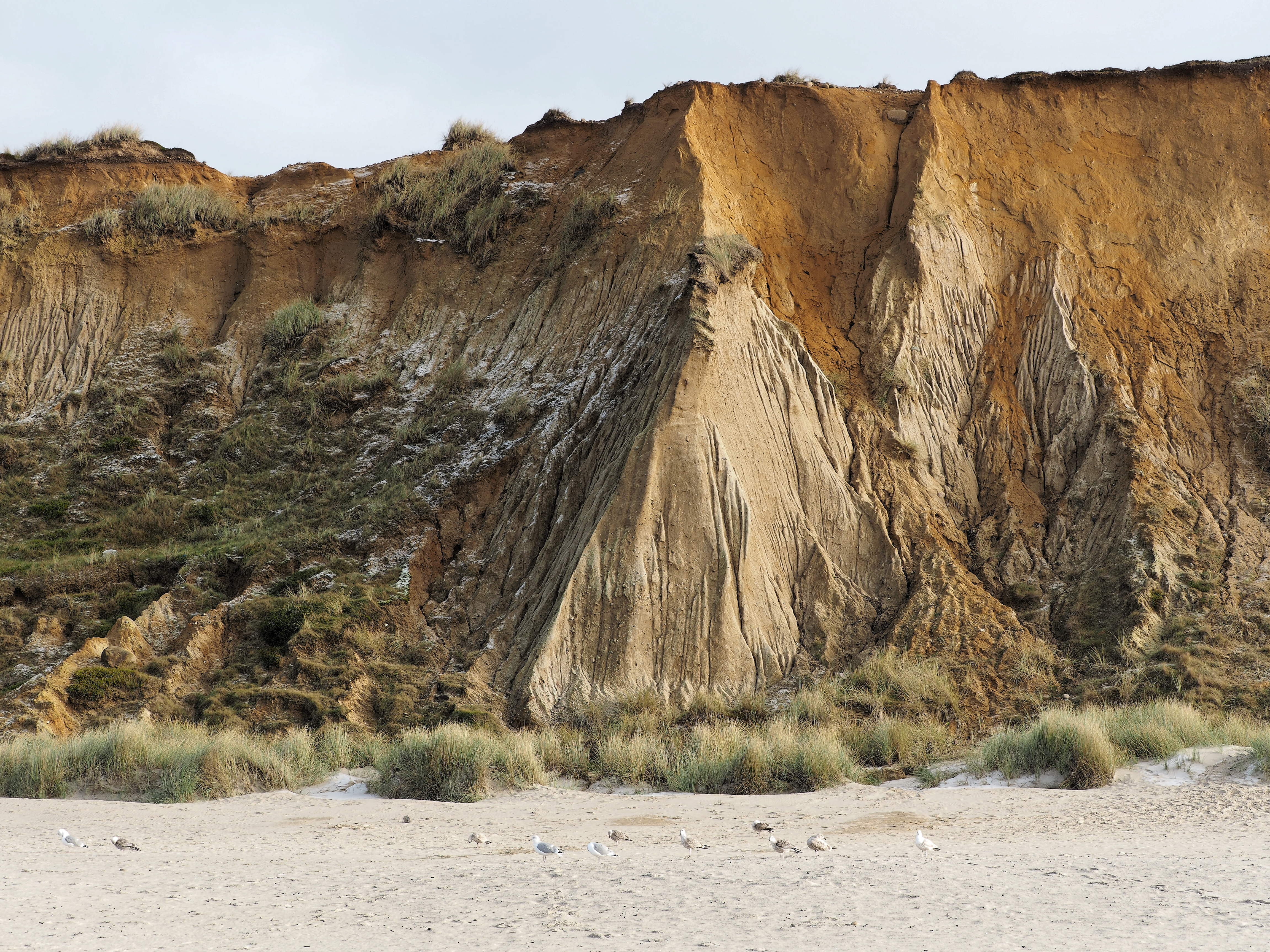
Rotes Kliff

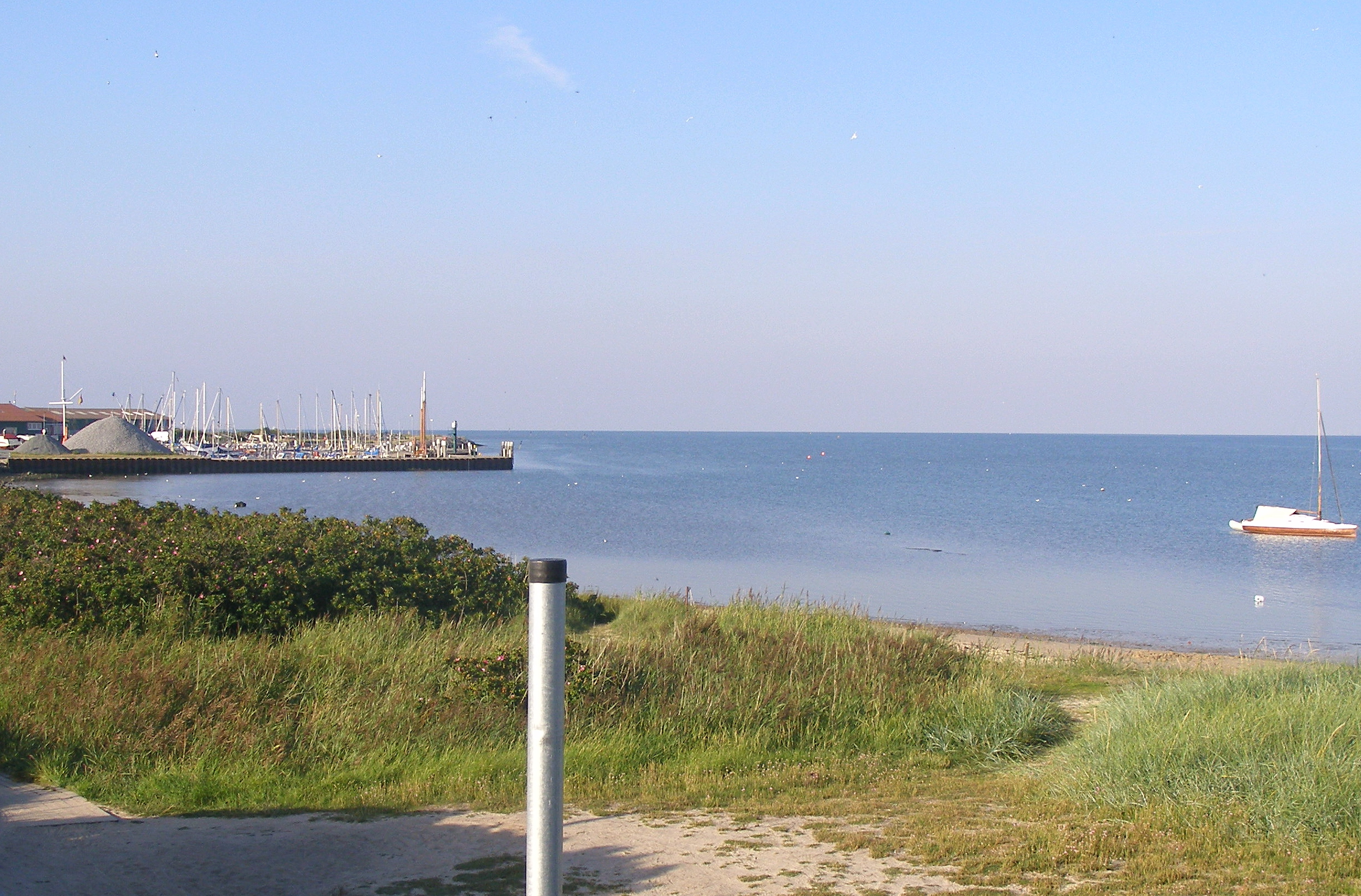
Strand in der Munkmarsch

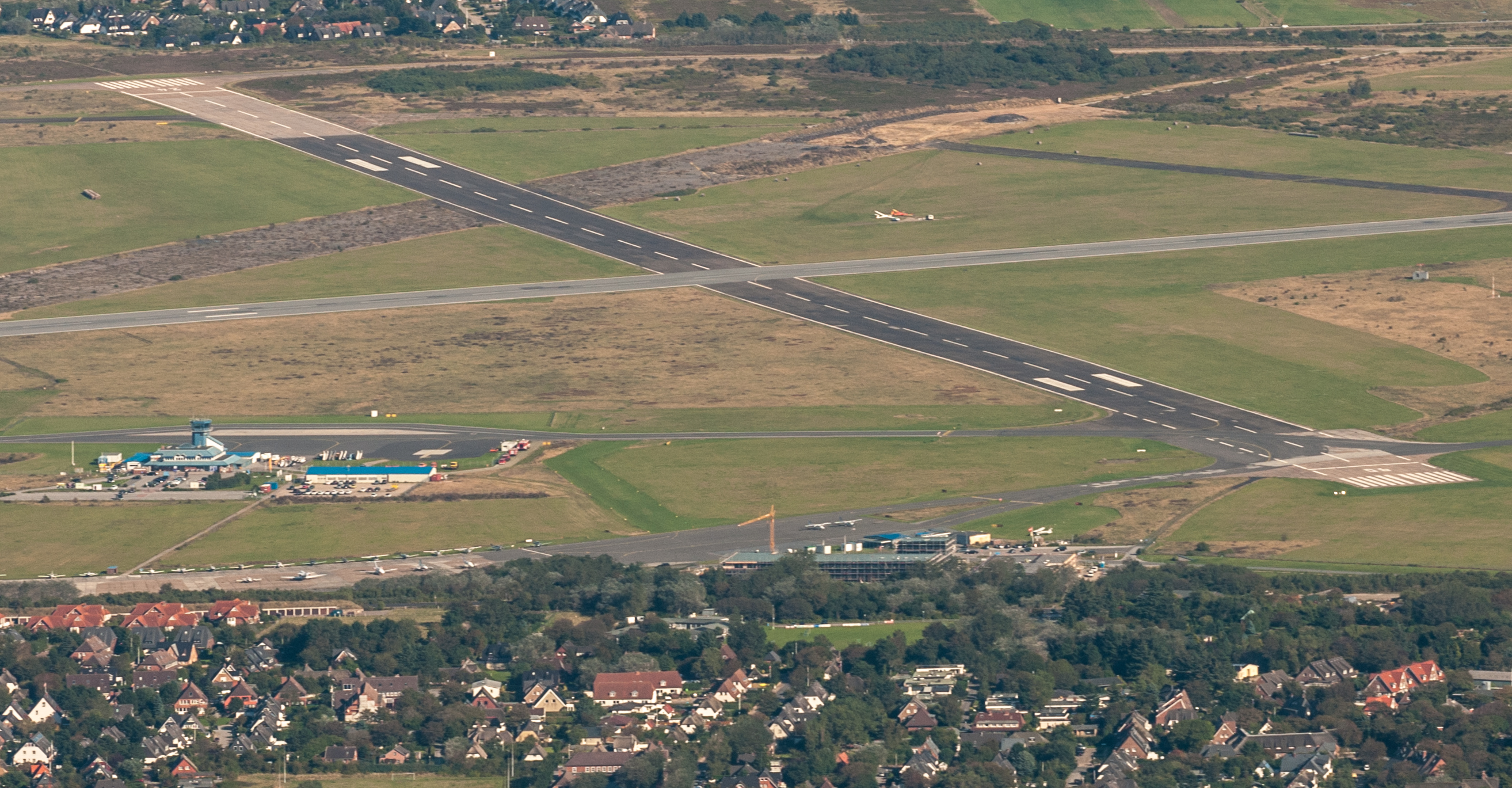
Flughafen Sylt

Alle FFH-Erhaltungsgegenstände des Managementplanes des FFH-Teilgebietes Brarderuper Heide werden zu FFH-Erhaltungszielen von besonderer Bedeutung laut Anhang 2 des Managementplanes erklärt,

### FFH-Teilgebiet Flughafen Sylt und angrenzende Flächen
Alle FFH-Erhaltungsgegenstände des Managementplanes des FFH-Teilgebietes Flughafen Sylt und angrenzende Flächen werden zu FFH-Erhaltungszielen von besonderer Bedeutung erklärt.

### FFH-Teilgebiet Jückermarsch
Alle FFH-Erhaltungsgegenstände des Managementplanes des FFH-Teilgebietes Jückermarsch werden zu FFH-Erhaltungszielen von besonderer Bedeutung gemäß Anlage 1b des Managementplanes erklärt.

### FFH-Teilgebiet Dünenlandschaft auf dem Roten Kliff
Auch wenn für dieses FFH-Teilgebiet noch kein Managementplan veröffentlicht wurde, gelten für alle dort vorkommenden FFH-Lebensraumtypen die FFH-Erhaltungsziele des Amtsblattes Nr. 47, Seite 1033 des Ministeriums für Energiewende, Landwirtschaft, Umwelt und ländliche Räume des Landes Schleswig-Holstein.

## FFH-Analyse und Bewertung

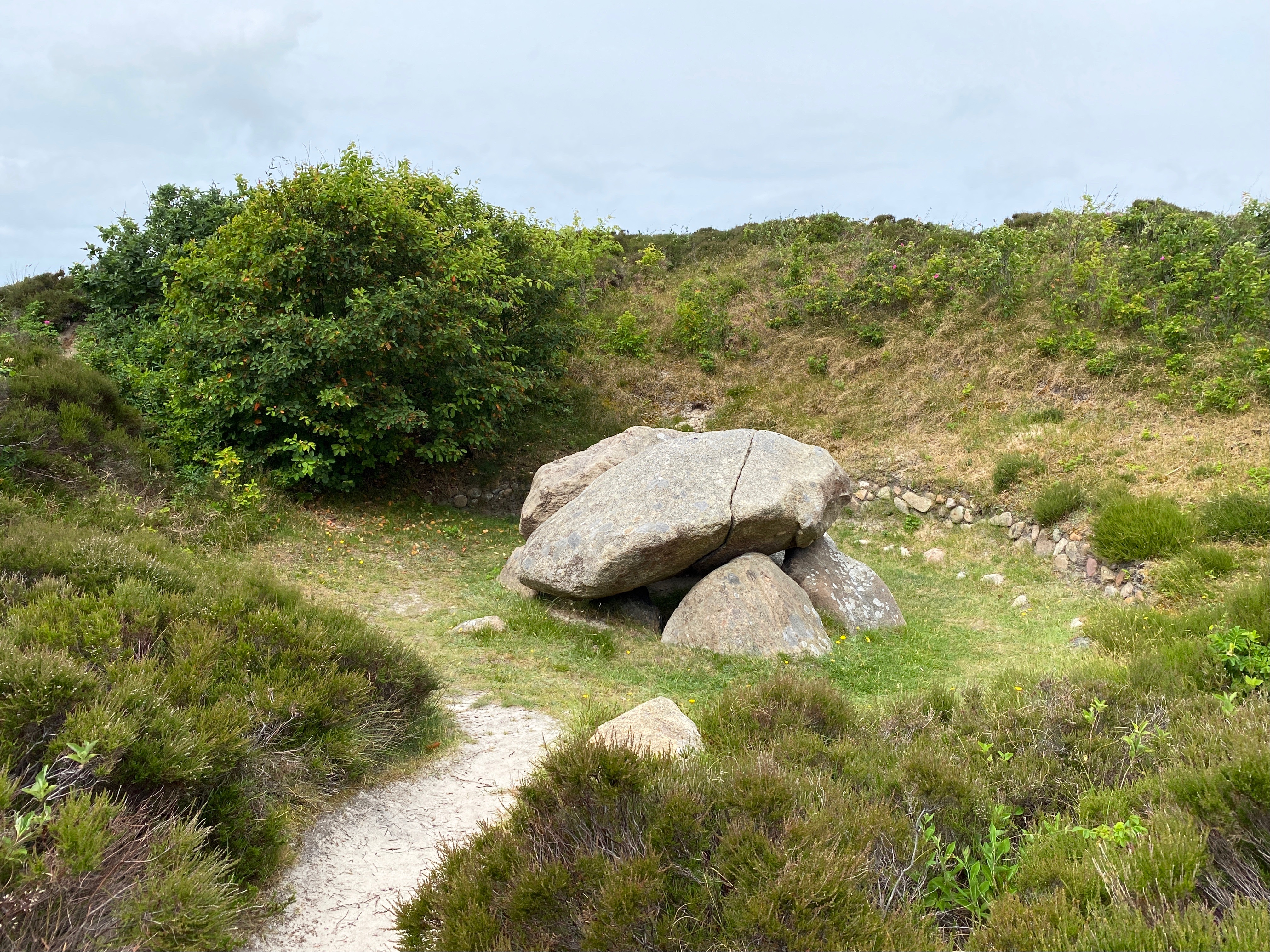
Steingrab auf Roten Kliff

Da kein Managementplan für das Gesamtgebiet vorliegt, kann nur auf die Managementpläne der FFH-Teilgebiete eingegangen werden. Das Kapitel FFH-Analyse und Bewertung in den Managementplänen beschäftigt sich unter anderem mit den aktuellen Gegebenheiten des FFH-Gebietes und den Hindernissen bei der Erhaltung und Weiterentwicklung der FFH-Lebensraumtypen. Die Ergebnisse fließen in den jeweiligen FFH-Maßnahmenkatalog ein.

### FFH-Teilgebiet Brarderuper Heide
Der größte Lebensraumtyp im Teilgebiet ist die Trockene Heide in Form der Geestheide. Dies ist das größte Vorkommen auf Sylt. Zur Erhaltung ist der Nährstoffeintrag durch Winderosion zu reduzieren, sowie das Zurückdrängen standorttypischer Pflanzenarten durch Neophyten wie die standortfremde Kartoffelrose, die Spätblühende Traubenkirsche oder des Riesen-Bärenklaus erforderlich. Durch Schafbeweidung ist es gelungen, wenigstens die Verbreitung der Kartoffelrose einzudämmen.

### FFH-Teilgebiet Flughafen Sylt und angrenzende Flächen
Der Managementplan enthält kein explizites Kapitel FFH-Analyse und Bewertung. Die Fläche ist weitgehend durch Zäune für den Besucher nicht zugänglich, da sie weiterhin als Flugplatz genutzt wird und gesetzlich festgelegte Sicherungsmaßnahmen erforderlich sind. Neben den Roll-, Start- und Landebahnen sind große Streifen von Gehölzen freizuhalten. Die Grünflächen werden zur Heugewinnung landwirtschaftlich genutzt, die Heideflächen durch eine Schafherde regelmäßig beweidet.

### FFH-Teilgebiet Jückermarsch
Der Strandbereich östlich des Strandweges befindet sich überwiegend im Gemeindebesitz, während der größere westliche Bereich mit Heide- und Salzwiesenflächen vielen privaten Eigentümern gehört. Dies erschwert die Abstimmung von Erhaltungs- und Entwicklungsmaßnahmen der FFH-Lebensraumtypen.

### FFH-Teilgebiet Dünenlandschaft auf dem Roten Kliff
Da noch kein Managementplan für dieses FFH-Teilgebiet veröffentlicht wurde, gibt es noch keine FFH-Analyse und Bewertung.

## FFH-Maßnahmenkatalog

### FFH-Teilgebiet Brarderuper Heide
Der FFH-Maßnahmenkatalog im Managementplan führt neben den bereits durchgeführten Maßnahmen geplante Maßnahmen zur Erhaltung und Entwicklung der FFH-Lebensraumtypen im FFH-Gebiet an. Konkrete Empfehlungen sind in einer Maßnahmenkarte und 11 Maßnahmenblättern beschrieben. Die Bekämpfung der Neophyten, das Plaggen, die Mahd mit Abfuhr des Mähgutes auf den Heideflächen zur Ausmagerung der Böden haben bereits in den 90er Jahren des vorigen Jahrhunderts zu Erfolgen in der Wiederherstellung der FFH-Lebensraumtypen der Heiden beigetragen. An der Kreisstraße K118, Brarderuper Weg befindet sich ein 2,7 ha großes Nadelgehölz, das in Heidefläche umgewandelt werden sollte. Dies ist mittlerweile weitgehend erfolgt, wie neuere Luftbilder zeigen.

### FFH-Teilgebiet Flughafen Sylt und angrenzende Flächen
Der FFH-Maßnahmenkatalog im Managementplan führt neben den bereits durchgeführten Maßnahmen geplante Maßnahmen zur Erhaltung und Entwicklung der FFH-Lebensraumtypen im FFH-Gebiet an. Konkrete Empfehlungen sind in einer Maßnahmenkarte beschrieben. Die besondere Herausforderung dieses Teilgebietes besteht darin, die Erfordernisse eines Flughafens, ehemaligen Militärgeländes, Golfplatzes und umgebende Wohnbebauung im Einklang mit den Anforderungen an den Naturschutz zu bringen. Wie auch in dem Teilgebiet Brarderuper Heide sind hier ähnliche Maßnahmen zur Beseitigung von Neophyten, Ausmagerung der Böden und Beweidung notwendig, um die heide- und trockenrasentypische Flora und Fauna zu erhalten und weiterzuentwickeln.

### FFH-Teilgebiet Jückermarsch
Der FFH-Maßnahmenkatalog im Managementplan führt neben den bereits durchgeführten Maßnahmen geplante Maßnahmen zur Erhaltung und Entwicklung der FFH-Lebensraumtypen im FFH-Gebiet an. Konkrete Empfehlungen sind in einer Maßnahmenkarte und sieben Maßnahmenblättern beschrieben. Im Bereich der trockenen Heide im Norden sind weiterhin Pflegemaßnahmen wie im Teilgebiet Flughafen Sylt erforderlich. Die südlich anschließende private Fläche sollte von der Gemeinde erworben und das FFH-Gebiet um diese Heidefläche erweitert werden. Für die Salzwiesen und die Lagune im Süden sollte ein Betretungsverbot und keine Beweidung stattfinden, um den natürlichen Prozess der Sukzession nicht zu stören. Dies sollte auch für den Bereich der östlichen Salzwiese mit Strandsee wattseitig gelten.

### FFH-Teilgebiet Dünenlandschaft auf dem Roten Kliff
Da noch kein Managementplan für dieses FFH-Teilgebiet veröffentlicht wurde, gibt es noch keinen FFH-Maßnahmenkatalog, Stand Januar 2021.

## FFH-Erfolgskontrolle und Monitoring der Maßnahmen
Eine FFH-Erfolgskontrolle und Monitoring der Maßnahmen findet in Schleswig-Holstein alle 6 Jahre statt. Mit Stand 19. Januar 2021 wurden noch keine Ergebnisse eines Folgemonitorings veröffentlicht.